# Rhynchostegium omocrates
Rhynchostegium omocrates là một loài rêu trong họ Brachytheciaceae. Loài này được W.R. Buck mô tả khoa học đầu tiên năm 1993.